# Kazimierz Nowosielski
Kazimierz Nowosielski, ps. J.P., Jan Pióro, K.N., Stanisław Notecki (ur. 18 marca 1948 w Rybnie) – polski krytyk sztuki i poeta, profesor nauk humanistycznych. Zajmuje się historią literatury polskiej.

## Życiorys
Urodził się we wsi Rybno nad Notecią, w chłopskiej rodzinie Antoniego i Heleny Nowosielskich. Ukończył Szkołę Podstawową w Zakrzewku, w 1966 Liceum Ogólnokształcące w Sompolnie. Po zdaniu matury rozpoczął studia w gdańskiej Wyższej Szkole Pedagogicznej na Wydziale Humanistycznym, na kierunku filologii polskiej. WSP w 1970 została przemianowana na Uniwersytet Gdański. W 1971 już na UG uzyskał tytuł magistra filologii polskiej. Po studiach przez rok pracował jako nauczyciel języka polskiego w Szkole Zawodowej w Chojnicach. W 1972 został asystentem w Instytucie Filozofii Uniwersytetu Gdańskiego. Rok później przeniósł się do Instytutu Filologii Polskiej UG, w którym pracował aż do przejścia na emeryturę we wrześniu 2018.
W 1980 obronił rozprawę doktorską zatytułowaną Doświadczenie biograficzne i powieść chłopska, pisaną pod kierunkiem prof. Marii Janion. Powołał i współredagował podziemne pismo „Podpunkt”, a po okresie stanu wojennego kwartalnik „Tytuł”. W latach 1989–1990 był prezesem Gdańskiego Oddziału Stowarzyszenia Pisarzy Polskich. W 1995 uzyskał habilitację na podstawie dorobku naukowego oraz książki Przestrzeń oczekiwania. Historia, natura, sacrum we współczesnej poezji polskiej. Od 1999 profesor UG. W grudniu 2012 uzyskał tytuł profesora nauk humanistycznych, który odebrał 14 lutego 2013 z rąk prezydenta RP Bronisława Komorowskiego.
Zajmuje się także dziejami dwudziestowiecznego malarstwa. Opatrzył wstępem albumy malarstwa m.in.: Hugona Laseckiego, Włodzimierza Łajminga, Jana Miśka, Jadwigi Lesieckiej. Jego wiersze były tłumaczone na języki: niemiecki, rosyjski, słowacki i czeski. Autor licznych publikacji naukowych, esejów i tomów wierszy.
Od 1972 był mężem Marii z domu Sierońskiej, polonistki, ojciec Magdaleny, Łukasza i Adama.

## Publikacje
szkice i eseje:
- Ryzyko obecności. Doświadczenie biograficzne i powieść chłopska (Ludowa Spółdzielnia Wydawnicza, Warszawa 1983)[8]
- Przestrzeń oczekiwania. Historia, natura, sacrum we współczesnej poezji polskiej (Wydawnictwo Uniwersytetu Gdańskiego, Gdańsk 1993)[9]
- Troska i czas. Szkice o poezji i przemijaniu (Wydawnictwo Uniwersytetu Gdańskiego, Gdańsk 2001)[10]
- Dar zamieszkiwania. Eseje o doświadczeniach i wartościach (Bernardinum, Pelplin 2002)[11]
- Dobrze się spotkać. O esejach, listach i rozmowach z pisarzami (Polnord-Oskar i Uniwersytet Gdański, Gdańsk 2008)[12]
- Galeria. O wybranych malarzach i malarstwie współczesnym (Bernardinum, Pelplin 2008)[13]
- Przez Ojczyznę i dalej... Szkice o literaturze i wartościach (Instytut Wydawniczy Pax, Warszawa 2015)[14]

poezja:
- Miejsce na brzegu (Wydawnictwo Morskie, Gdańsk 1975)
- Stan skupienia (Wydawnictwo Morskie, Gdańsk 1977)
- Dotkliwa obecność (Czytelnik, Warszawa 1981)[15]
- Codzienna zapłata (Wydawnictwo Morskie, Gdańsk 1983)[16]
- Najbliższa dal. Z wierszy dawnych i nowych (Gdańska Oficyna Wydawnicza, Gdańsk 1989)[17]
- Uparte oddychanie (Ludowa Spółdzielnia Wydawnicza, Warszawa 1989)[18]
- Wiersze wybrane (Wydawnictwo Morskie, Gdańsk 1990)[19]
- Wilga i deszcz (Marpress, Gdańsk 1994)[20]
- Z księgi darów (Marabut, Gdańsk 1997)[21]
- Znikliwa odwieczność (Polnord-Oskar, Gdańsk 1999)[22]
- Ziarno i wiatr (Bernardinum, Pelplin 2003)[23]
- Okno od północy (Bernardinum, Pelplin 2012)[24]
- Przykładanie ręki (Towarzystwo Przyjaciół Sopotu i Redakcja Toposu, Sopot 2015)[25]

## Nagrody, nominacje i odznaczenia
- 1977 – Nagroda „Gdańska Książka Roku” za tom Stan skupienia
- 1985 – Nagroda „Wiązania” za działalność integrującą środowiska artystyczne
- 1988 – Nagroda Polcul Fundation (Australia) za pomnażanie polskiej kultury niezależnej
- 1989 – Nagroda „Gdańska Książka Roku” za tom Uparte oddychanie
- 1990 – Nagroda im. Mikołaja Sępa-Sarzyńskiego za tom Wiersze wybrane
- 1990 – Nagroda XIII Międzynarodowego Listopada Poetyckiego za tom Najbliższa dal
- 1993 – Nagroda Artystyczna Gdańskiego Towarzystwa Przyjaciół Sztuki
- 1994 – Nagroda Rektora Uniwersytetu Gdańskiego za osiągnięcia w pracy naukowej
- 1996 – Nagroda im. Włodzimierza Pietrzaka za poezję bliską człowiekowi w jego poszukiwaniu Boga
- 1997 – Nagroda „Media Książce” za tom Z księgi darów
- 1999 – Medal Wojewody Gdańskiego „Nec temere nec timide” za zasługi dla województwa gdańskiego
- 2000 – Nagroda Artusa za tom Znikliwa odwieczność
- 2001 – Nagroda Prezydenta Miasta Gdańska w Dziedzinie Kultury z okazji jubileuszu 30-lecia pracy twórczej[26]
- 2001 – Odznaka „Zasłużony Działacz Kultury”
- 2002 – Złoty Krzyż Zasługi[27][28]
- 2003 – Nagroda Artystyczna Gdańskiego Towarzystwa Przyjaciół Sztuki
- 2004 – Nagroda Kulturalna Gdańskiego Towarzystwa Przyjaciół Sztuki za rok 2003 za tom Ziarno i wiatr
- 2005 – Medal 25 Rocznicy Podpisania Porozumień Sierpniowych
- 2006 – Pomorska Nagroda Artystyczna za album Między słowem a światłem
- 2007 – I nagroda za album Między słowem a światłem na VII Kościerskich Targach Książki Kaszubskiej i Pomorskiej „Costerina 2007”
- 2008 – II nagroda w dziedzinie poezji za tom Kamień dla utrudzonego na IX Targach Książki Kaszubskiej i Pomorskiej „Costerina 2008”
- 2009 – Nominacja do Pomorskiej Nagrody Artystycznej za książkę Galeria : o wybranych malarzach i malarstwie współczesnym
- 2011 – Nominacja do Literackiej Nagrody im. Józefa Mackiewicza (tom Człowiek rośnie cicho)
- 2012 – Medal Komisji Edukacji Narodowej
- 2012 – Główna Nagroda w dziedzinie poezji za tom Okno od północy na XIII Kościerskich Targach Książki Kaszubskiej i Pomorskiej „Costerina 2012”
- 2013 – Nagroda Literacka im. ks. Jana Twardowskiego przyznana przez Książnicę Pruszkowską im. Henryka Sienkiewicza za „Najlepszy tom poezji 2012 (Okno od północy)
- 2014 – Złoty Laur Akademii Mistrzów Mowy Polskiej za „(…) propagowanie najlepszych wzorów polszczyzny”
- 2015 – Srebrny Medal „Zasłużony Kulturze Gloria Artis”[29]
- 2015 – Nagroda Prezydenta Miasta Gdańska w Dziedzinie Kultury za zaangażowanie społeczne oraz z okazji jubileuszu 45-lecia debiutu prasowego[26]
- 2016 – Nominacja do Orfeusza – Nagrody Poetyckiej im. K.I. Gałczyńskiego za tom Przykładanie ręki[30]
- 2017 – Nagroda Honorowa Gdańskiego Towarzystwa Przyjaciół Sztuki w dziedzinie kultury i nauki za całokształt dokonań naukowych i artystycznych
- 2018 – Nagroda Prezydenta Miasta Gdańska w Dziedzinie Kultury za całokształt pracy twórczej oraz z okazji 70. urodzin[26]

Źródło:.